# Burgstall Daim
Der Burgstall Daim ist eine abgegangene mittelalterliche Höhenburg in der Gemarkung Schlicht der Gemeinde Soyen im Landkreis Rosenheim in Bayern. Ihr Name leitet sich von Turm/Turn/Tain/Daim ab. Die Anlage wird nicht als Bodendenkmal im Bayernatlas geführt. 
Ursprünglich stand an der Burgstelle eine Turmburg, die zur Nachrichtenübermittlung der Grafenburgen Haag zur Burg Hohenburg diente. Die Übermittlung geschah durch Sichtzeichen. Da ein direkter Sichtkontakt von Haag zur Hohenburg nicht möglich war, weil ein Hügel dazwischen die Sicht versperrte, errichtete man die Turmburg Tain, mit der der vorgenannte Hügel umgangen wurde. Tain war mit einem Türmer besetzt, der die Nachrichten entgegennahm und weiterleitete. Aus dem Türmergeschlecht ging vermutlich die Familie der Grafen von Deym / Deyn hervor.
Die Burgstelle Burgstall wurde vom Bayerischen Landesamt für Denkmalschutz am 21. August 1981 von Otto Braasch überflogen und fotografiert. Das Dia 1720–18 trägt die Archivnummer 7938 / 27. Es zeigt die Burgstelle mit zwei Burghügeln und eindeutigen unterirdischen Mauer- und Gebäuderesten, die durch Schattenbildung sichtbar sind. Südlich des Burghügels befinden sich vier Wohngebäude in Streulage, diese Ansiedlung trägt den Namen Daim.